# System X

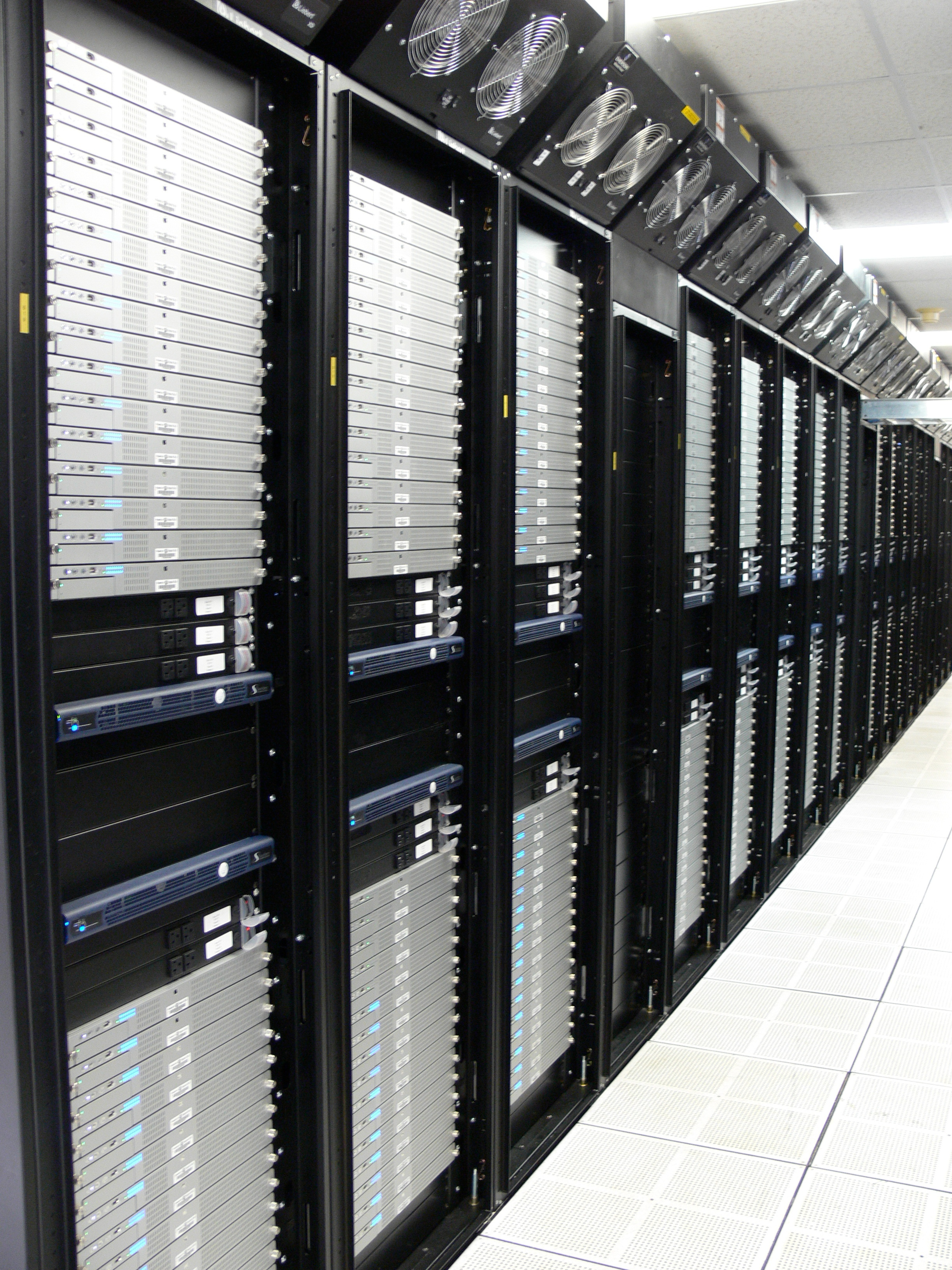
Xserve-Cluster System X an der Virginia Tech University

System X ist ein Supercomputer für allgemeine Forschungsaufgaben, der an der Virginia Tech University in den USA steht. Früher auch bekannt als Terascale Cluster oder Big Mac (wegen seiner Bestandteile aus PowerMacs).
Der Computer bestand ursprünglich (Anfang 2004) aus 1100 Rechnern Apple PowerMac PowerPC 970 G5 Dual 2,0 GHz, erzielte eine Rechenleistung von etwa 10 Teraflops und sprang damals direkt auf den dritten Platz der TOP500-Liste der Supercomputer vom November 2003.
Der Terascale Cluster wurde einige Monate später nach Verhandlungen mit Apple durch 1100 Xserve PowerPC 970FX G5 Dual 2,3 GHz ersetzt. Er erzielte nun bei einem Benchmark etwa 12,25 TeraFLOPS und erreichte im November des Jahres 2004 Platz sieben, im Juni 2007 stand er auf dem 71. Platz der TOP500-Liste.